# Eduard Dallmann
Eduard Dallmann  (geboren op 11 maart 1830 in Flethe, een wijk van Blumenthal; overleden op 23 december 1896 in Blumenthal) was een Duits walvisvaarder, poolonderzoeker en ontdekkingsreiziger. 
Eduard Dallmann was de zoon van Eduard Dallmann senior (1786–1877), die eerst officier bij de ulanen was geweest en daarna ambtenaar te Blumenthal, en Lucia Deetjen (1799–1837), telg van een zeelieden- en kapiteinsfamilie  uit Vegesack. 
Als 15-jarige monsterde Eduard aan op een zeeschip als scheepsjongen; op zijn twintigste ondernam hij als tweede stuurman zijn eerste, vier jaar durende, reis op een walvisvaarder.
Dallmann was naar eigen zeggen de eerste Europeaan, die in 1866 het Siberische eiland Wrangel betrad (Dallmann beweerde dit in 1880 in een publicatie. Door onvoldoende wetenschappelijk aanvaardbaar bewijs hiervoor wordt Dallmann niet meer officieel als de eerste verkenner van Wrangel erkend). Hij was toen kapitein op een walvisvaarder.
Teneinde de mogelijkheden voor de walvisvaart in Antarctica te onderzoeken, maakte hij in 1873-1874 ook reizen naar het Zuidpoolgebied. Walvissen werden er maar weinig gevangen; wel werden belangrijke geografische ontdekkingen rondom Grahamland vastgelegd.
Van 1877-1884 ondernam hij, in opdracht van een zekere Baron von Knoop, een Russische zakenman, ontdekkings- en handelsreizen in Noord-Siberië, met slechts matig succes. 
Van 1884-1893 was hij met Otto Finsch een van de leiders der expedities naar Nieuw-Guinea voor de Duitse Nieuw-Guinea Compagnie. Dallmann, die vijf expedities meemaakte, geldt samen met Finsch als de ontdekker van Friedrich-Wilhelmshafen (tegenwoordig Madang, Papoea-Nieuw-Guinea).
In Antarctica zijn enkele geografische objecten naar hem genoemd, waaronder de Dallmannbaai. 
Eduard Dallmann overleed in 1896 in een huis in Blumenthal, aan een straat, die later naar de zeevaarder werd genoemd. Hij is begraven op het kerkhof van de evangelisch-gereformeerde kerk te Bremen-Blumenthal. Zijn graf werd later geruimd, maar de grafsteen bleef behouden.

## Galerij

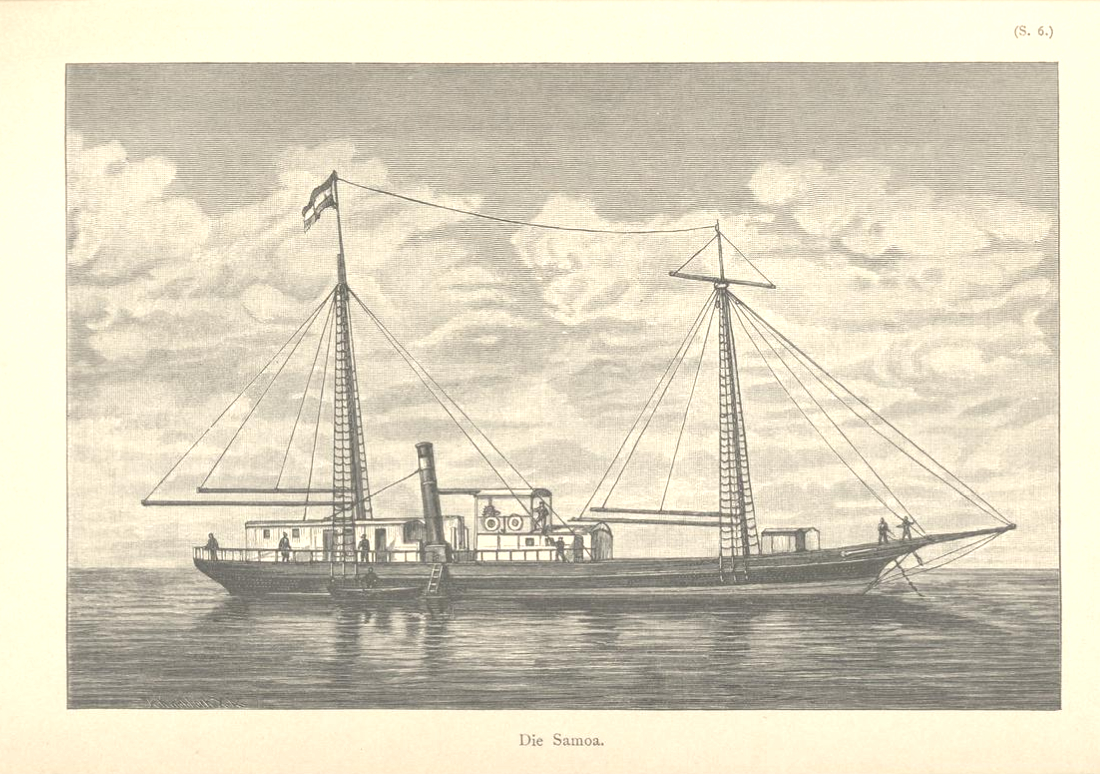
Stoomschip Samoa waarmee Finsch en Dallmann in 1884-85 Nieuw-Guinea verkenden
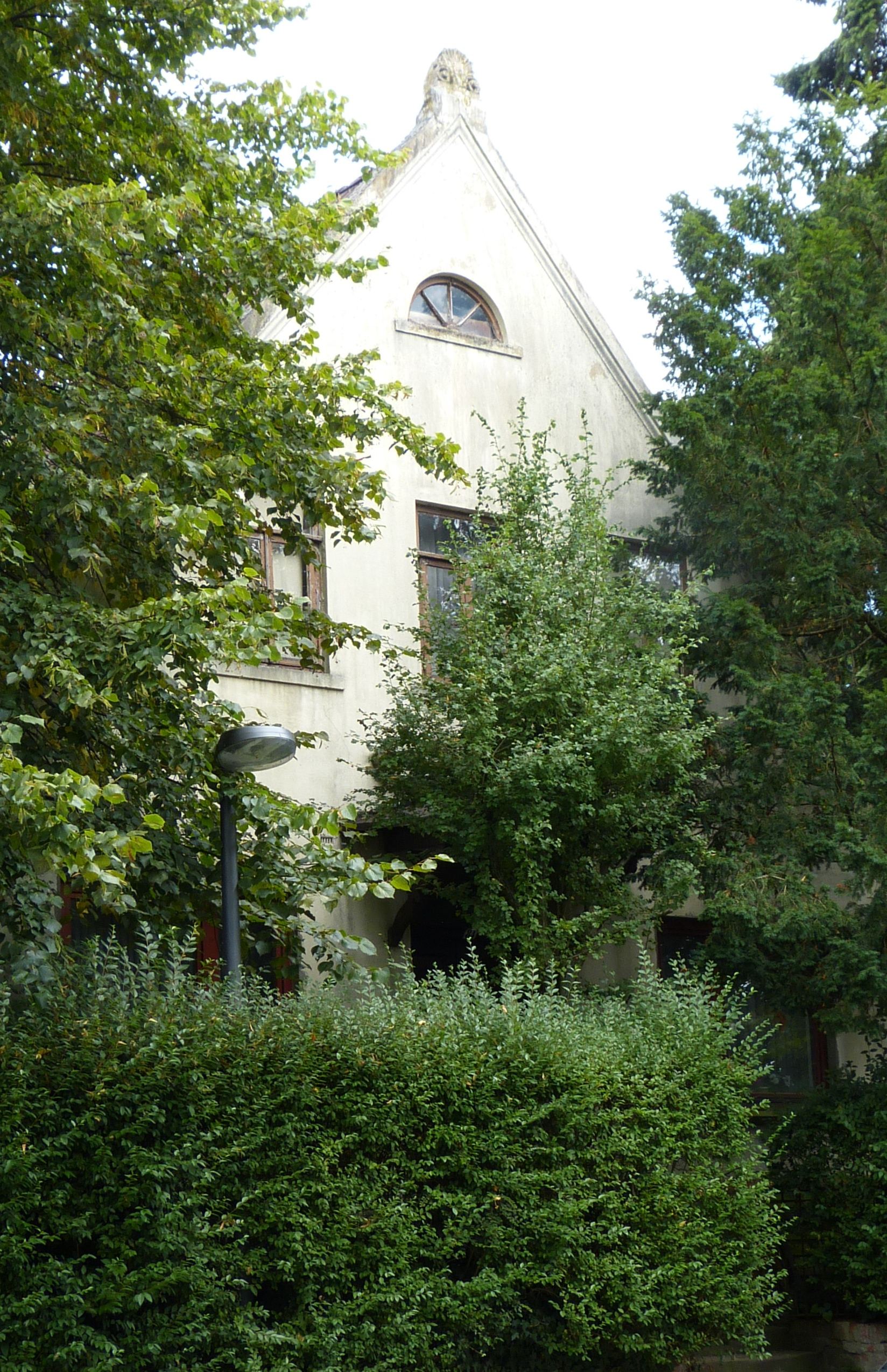
Huis te Blumenthal, waar Eduard Dallmann is overleden
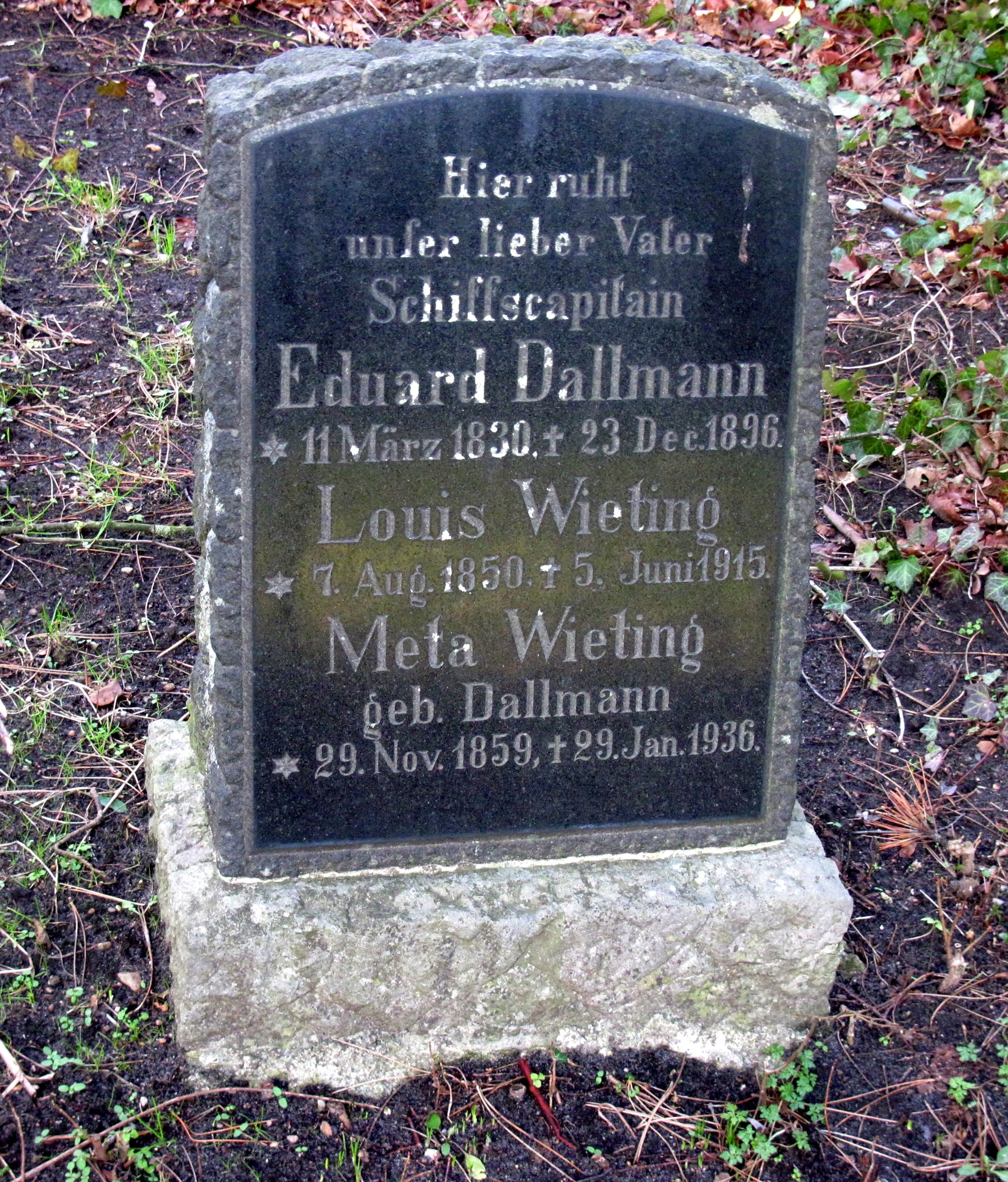
Grafsteen Eduard Dallmann en gezinsleden